# Cămin
Cămin è un comune della Romania di 1 342 abitanti, ubicato nel distretto di Satu Mare, nella regione storica della Transilvania. 
Cămin è divenuto comune autonomo nel 2003, staccandosi dal comune di Căpleni.